# (13084) Virchow
(13084) Virchow  es un asteroide perteneciente al cinturón de asteroides, descubierto el 2 de abril de 1992 por Freimut Börngen desde el Observatorio Karl Schwarzschild, en Alemania.

## Designación y nombre
Virchow se designó inicialmente como 1992 GC8.
Más adelante fue nombrado en honor al médico alemán  Rudolf Virchow (1821-1902).

## Características orbitales
Virchow orbita a una distancia media del Sol de 2,6243 ua, pudiendo acercarse hasta 2,4933 ua y alejarse hasta 2,7553 ua. Tiene una excentricidad de 0,0499 y una inclinación orbital de 5,8291° grados. Emplea en completar una órbita alrededor del Sol 1552 días.

## Características físicas
Su magnitud absoluta es 13,8. Tiene 10,355 km de diámetro. Su albedo se estima en 0,057.